# Liste des évêques et archevêques d'Avignon
Pour un article plus général, voir Archidiocèse d'Avignon.
La liste des évêques et archevêques d'Avignon recense le nom des évêques et archevêques qui se sont succédé sur le siège de l'archidiocèse d'Avignon, en France. Avignon est le siège de l'archidiocèse.
Selon la tradition, plusieurs évangélisateurs ont œuvré à Avignon et dans sa région, avant la création de l'Église d'Avignon proprement dite et de l'évêché, vers le IIIe siècle.
L'évêché est érigé en archevêché le 21 novembre 1475.
Rétrogradé au rang de simple évêché le 29 novembre 1801, Avignon redevient définitivement un archevêché le 6 octobre 1822.
De 1877 à 2009, la dénomination exacte du siège est « Avignon-Apt-Cavaillon-Carpentras-Orange-Vaison », les territoires diocésains de ces anciens évêchés, supprimés en 1801, ayant été rattachés à celui d'Avignon. En février 2009, l'archidiocèse reprend le seul nom d'Avignon.

## Évangélisateurs
- vers 70[1] ou vers le IIIe siècle[2] : saint Ruf (ou Rufus).
- vers 96 : Carus[3].
- vers 134 : Ygilius[3].

## Évêques

### Antiquité
Il n'y a aucun évêque d'Avignon assuré avant 439, quand l'évêque Nectarius assiste aux conciles régionaux de Riez, en 439, et de Vaison, en 442. Il figure en 449 parmi les consécrateurs de Ravennius, et en 450 parmi les évêques de Gaule ayant signé la lettre en faveur de la métropole d'Arles, en 451 parmi les signataires de la lettre des évêques des Gaules sur l'Incarnaton. Il assiste à la même époque au concile d'Arles sur Lérins.
Cet évêque ne se trouve pas sur la liste qui suit, comme d'autres qui sont connus pour avoir participé à des conciles. Il n'est pas impossible que ce soit une copie d'une liste d'évêques appelés polycarpiques par Louis Duchesne (1894, 1907) et Eugène Duprat (1908, 1909), inventés par dom Polycarpe de la Rivière (1586-1639), prieur de la Chartreuse de Sainte-Croix-en-Jarez. Eugène Duprat, donne, dans les pages 150 et 151, une comparaison de 10 listes d'évêques d'Avignon rédigées par différents auteurs.
La liste qui suit comprend de nombreuses erreurs.
- vers 202 : Ebulus[3]
- vers 219 : Jean Ier[3] (ou Joannes, ou Johannes)
- vers 230 : Asterius[3]
- vers 257 : Secundinus[3]
- saint Juste Ier[8] (ou Justus)
- vers 264[1] : saint Amat (ou Amatius)
- vers 281 : Coedicius[3]
- vers 298 : Primus[3]
- vers 324 : Frontinus[3]
- vers 326 : Aventius[3]
- vers 329 : Regilius[3]
- vers 353 : Metianus[8]
- vers 363 : Antistius[3]
- vers 372 : Juste II[3] (ou Justus)
- vers 390 : Étienne Ier[3] (ou Stephanus)
- vers 414 : Jean II[3] (ou Joannes, ou Johannes)
- vers 429[1]-vers 433[2] : Debo
- vers 437 : Julius[3]
- 449[1] ou 451[2]-455 : Maximus Ier
- vers 455 : Donatus[3]
- vers 464[1] ou 465[2] : Saturninus
- vers 475 : Elotherus[3]
- 475[2] ou 498[1]-vers 506[2] : Julianus

### Haut Moyen Âge
- vers 516 : Salutaris[3]
- vers 523[1] ou 524[2]-vers 527[2] : Eucherius
- vers 533 : Ermenius[3]
- vers 541[2] ou 548[1]-vers 554[2] : Antoninus, participe au concile d'Arles de 554.
- saint Domnolus[8], nommé ; ne siège pas.
- vers 564[1] ou 585[2] : Jean III (Joannes ou Johannes)
- vers 587 : saint Valeus[9] (ou Valens[10])
- vers 595[1] : Dynamius[11]
- 627[1] ou 628[2]-630 : saint[12] Maximus II
- 630-644[2] ou 646[1] : Edmond[9] (ou Edme[13], ou Edmundus)
- 646-† 17 août (?) 660 : saint Magne[14] (ou Magnus)
- 660-† 2 septembre 700 : saint Agricol[15] (ou Agricola)
- 700-† 17 juin 720 : saint Vérédème (Veredemus)
- 720-vers 750[2] : Jean IV (Joannes ou Johannes)
- 760-765 : Alphonse (Alfonsus)
- 765-794 : Joseph Ier (ou Josephus)
- 795-† 796 : Amicus[11]
- 795[2] ou 796[1]-† 820 : Humbert (ou Humbertus, ou Huimbertus)
- 822-vers 835 : Rémi Ier[3]
- 835-vers 854 : Foulques Ier[3] (ou Fulcherius)
- 854[1] ou 855[2]-vers 860 : Ragenutius
- 860-876 : Hilduin (ou Audouin[16], ou Hilduinus)
- 878-vers 898[1] ou 905[2] : Ratfred(us) (ou Raotfredus[13])
- 893 (?)-916 (?) : Haimo (très incertain)[17] (?)
- vers 898[1] ou vers 907[2] : Rémi II (ou Remigius)
- 910[2] ou 911[1] : Foulques II (ou Foucher[13], ou Fulcherius[9], ou Fulco[16])
- vers 919[2] ou 940[1] : Florent (ou Florentius)
- vers 919[2] ou 940[1] : Florent (ou Florentius)
- 944-951 : Rangefredus[8]
- 955-1er avril 976 : Landry (Landericus[16])
- 976/979-991 : Vernerius (Vernerus[13]) ou Garnier[16],[18],[19].
- 996-1002 : Lauderius[3]

### Bas Moyen Âge
- 1002-vers 1005 : Pierre Ier (ou Petrus)
- 1005[1] ou 1006[2]-1033 : Heldebert[9] (ou Hildebertus[13], ou Eldebertus[16])
- 1033[2]-1035[2] ou vers 1037[1] : Senioret (us)
- vers 1038[1] ou 1040[2] : Benoît Ier (ou Benedictus)
- avant 1044[2] ou 1050[1]-1080 : Rostaing Ier[9] (ou Rostagnus[13])
- 1080[1] ou 1081[2]-† 1094[2] : Albert (us)[9] (ou Arbertus[16])
- vers 1104[1] ou vers 1118[2] : Aubert (peut-être le même qu'Albert, son prédécesseur)[20] (ou Arbertus[13], ou Aripertus[16])
- vers 1110 : Rostaing II[3]
- 1124[2] ou 1126[1]-1142 : Léger[13] (ou Laugerus[16], ou Laugerius[9])
- vers 1146 : Maxime III[3] (ou Maximus)
- 1143[2] ou 1150[1]-1157[2] : Geoffroy Ier[9] (ou Godefredus Lauger[21])
- vers 1164 : Artaud[3]
- 1171-1173 : Pierre II (ou Petrus)
- 1173-1174 : Geoffroy II[22] (ou Godefredus[13])
- 1174-1176 : Raymond Ier[3]
- 1174[2] ou 1176[1]-1179[1] ou † 14 avril 1184[2] : Pontius
- 1179-1180 : Pierre II (ou Petrus), à nouveau[23].
- 1180[1] ou 1185[2]-1197[1] ou † 1209[2] : Rostaing III de Marguerite[9] (ou Rostagnus de Margaritis[13])
- vers 1197-vers 1209 : Rostaing IV[24]
- 1209-1216 : Guillaume Ier de Montelier[9] (ou Guilielmus de Montiliis[13])
- 1216-1225 : siège vacant[25]
- 25 novembre 1225[2] ou 1226[1]-vers 1226[2] : Pierre III[26] (ou Petrus III). D'après Eugène Duprat, c'est un faux évêque[27]
- 1226[2] ou 1227[1]-1230 : Nicolas de Corbie (ou Nicolaus)
- vers 1232 : Bermond[3]
- vers 1233 : Bertrand Ier[3]
- 1233[2] ou 1234[1]-1238 : Bernard Ier (ou Bernardus)
- 1238 : Benoît II (ou Benedictus)
- vers 1238 : Bernard II[3]
- 1240[1] ou 1242[2]-1261[1] ou 1263[2] : Zoen Tencarari, évêque et légat apostolique[25] († 1273).
- 1261-1264 : Étienne II[3]
- 1264-1266 ou 1267 : Bertrand II de Saint-Martin[28] (ou Bertran de Saint-Martin, ou Bertrandus)
- 1267[2] ou 1268[1]-1270 : Robert Ier d'Uzès (ou Robertus), appelé sur le siège de Valence (1267)
- vers 1270 : Jean V[3]
- 1268-1283 : Robert II d'Uzès, son neveu.
  - 1271-vers 1272 : Raymond II[29]
  - 1272-1279 : Robert II (ou Robertus)
- 1283-1289 : Raimbaud de Dauphin
- 1287[1] ou 1288[2]-vers 1291 : Benoît III (ou Benedictus)
- 1291[1] ou 1292[2]-1294[2] : André de Languiscel[9] (ou de Languissel[13])
- 1300-1309 : Bertrand III Aymini (ou Bertrandus), originaire de Tarascon, il a été prévôt d'Avignon (1295) avant d'être nommé évêque (1300)[30]. Il aurait également été cardinal mais rien ne l'atteste[31].
- 1310 : Guillaume II de Maudagot[3] (probablement Guillaume de Mandagot fait évêque d'Avignon en 1306 selon une autre source[32])
- 18 mars 1310-1313[2] ou 1316[1] : cardinal (1313) Jacques Ier Duèze (ou Jacques d'Euze, ou Jacobus), le futur pape Jean XXII (1316).
- 19 février 1313[2] ou 1316[1]-† 24 juin 1317 : cardinal (1316) Jacques II de Via (ou Jacobus), neveu[33] du précédent.
- 1317-1334[1] ou 1336[2] : pape Jean XXII, qui gouverne à nouveau l'évêché, sans porter le titre d'évêque d'Avignon, et nomme à cette fin les administrateurs apostoliques suivants :
  - 1318-1334 : Guasbert de La Val[34] (ou Guasbertus), archevêque d'Arles à compter du 26 août 1323.
  - 3 avril 1335-3 décembre 1336 : Guillaume Audibert[34] (ou Guilielmus)
- 1335[1] ou 26 avril 1336[2]-1348[2] ou 1349[1] : Jean de Cojordan (ou Joannes), transféré à Mirepoix en 1348
- 1348[2] ou 1349[1]-1352 : pape Clément VI, qui est administrateur du diocèse.
- 1352[1] ou 1353[2]-1362 : pape Innocent VI, qui est administrateur du diocèse.
- 12 décembre 1362-1366 : Anglicus Grimoard, frère[35] du pape Urbain V. Sera cardinal en 1367.
- 1366-1367[1] ou 1368[2] : pape Urbain V, qui est administrateur du diocèse.
- 1367-1368 : Philippe de Cabassolle[3] (ou de Cabassole), qui est cardinal le 22 septembre 1368.
- 17 octobre 1368-† 16 juin 1371 : Pierre IV d'Aigrefeuille (ou Petrus)
- 28 juillet 1371-1386[2] ou † 1391[36] : cardinal (23 décembre 1383) Faydit d'Aigrefeuille, frère[35] du précédent.
- 1386-1390[2] ou 1391-1394[1] : antipape Clément VII, qui est administrateur du diocèse.
- 1394-1398[1] ou 1406-1409[2] : antipape Benoît XIII, qui est administrateur du diocèse.
- août 1390[2] ou 1398[1]-1406 : Gilles de Bellemère[9] (ou Ægidius[13])
- 1410-1412 : Pierre V de Tourroye[3]
- 1412-1415 : Simon de Cramaud[3] (ou Simond de Cramaud)
- 23 mars 1411[2] ou 1415[1]-1419[1] ou † 1428[2] : Guy Ier de Roussillon-Bouchage[37] (ou Guido)
- 1419-1422 : Guy II Spifame[38]
- 1422-1432 : Guy III de Roussillon-Bouchage[38]
- 9 janvier 1432-1438 : Marco Condulmer[9] (ou Marcus Condolmer[13])
- 1438[1] ou 1440[2]-† 4 mai 1474 : cardinal (1448) Alain de Coëtivy
- 23 mai 1474-21 novembre 1475 : cardinal (1471) Julien de La Rovère[39] (Giuliano della Rovere, futur pape Jules II), également légat du pape dans la cité pendant la même période.

## Archevêques

### Temps modernes
- 21 novembre 1475-1er novembre 1503 : Julien de La Rovère, devenu archevêque ; le reste jusqu'à son élection comme pape.
- 1504-1512[1] ou 1513[1] : Antoine Florès (ou Antonius)
- 12 août 1512-† 1529 : Orlando Carretto della Rovere (ou Orlando du Roure[9], ou Orlando de Carette[16])
- 1529-† 13 août 1535 : cardinal (1529) Hippolyte de Médicis
- 13 août 1535-15 juin 1551 : cardinal Alexandre Ier Farnèse (ou Alexander)
- 1551[2] ou 1553[1]-1560 : cardinal (1560) Annibale Bozzuti[9] (ou Hannibal Bozzuti[13]) († 1565)
- 1560-1566: siège vacant
  - 1560-1566 : cardinal Alexandre Ier Farnèse (ou Alexander), gouverne de nouveau l'archevêché, avec le titre d'administrateur apostolique, pendant la vacance du siège[25].
- 1566-1576[1] ou † 5 janvier 1577[2] : Félicien Capitone[9] (ou Felicianus Capito[13])
- 7 janvier 1577-† 21 juillet 1585 : cardinal (3 juillet 1544) Georges d'Armagnac
- 1585-† 2 août 1592 : Dominique Ier Grimaldi
- 9 décembre 1592-15 septembre 1597 : cardinal (5 juin 1596) Francesco Maria Tarugi[13] (en français François-Marie Thaurusi[9]), devient archevêque de Sienne.
- 1597[1] ou 1598[1]-† 1609 : Jean François Bordini (ou Joannes-Franciscus)
- 1609-† 23 juin 1624 : Étienne III Dulci[9] (ou Franciscus-Stephanus Dolci[40])
- 16 septembre 1624-† août 1644[2] ou 1645[1] : Marius Philonardi[9] (ou Mario Filonardi[13])
- 1644[2] ou 1645[1]-† 18 janvier 1646 : Bernard III Pinelli
- 12 mai 1647-† 30 juillet 1648 : César Argelli (ou Cæsar)
- 18 octobre 1648[1] ou 1649[1]-† 20 juin 1669 : Dominique II de Marini (Domenico Marini), après avoir été archevêque de Gêne, patriarche latin de Jérusalem (1627-1635)
- 1669-† 18 novembre 1672 : Azzo Ariosto[9] (ou Azo Ariosti[13])
- 21 février 1673-† 23 octobre 1684 : Hyacinthe Libelli
- 1684[1] ou 11 juin 1686[2]-† 8 octobre 1689 : Alexandre II Montecatini[9] (ou de Monte-Catino[13]), né à Ferrare de famille noble, chartreux, profès à la Grande Chartreuse, le 23 mai 1635. Prieur de la chartreuse de Rome et procureur général de l'ordre des chartreux depuis 1676, il est nommé archevêque d’Avignon en 1686, et y meurt le 6 octobre 1689[41].
- 10 juillet 1690-18 mai 1705 : Laurent-Marie Fieschi[42], qui est créé cardinal le 17 mai 1706.
- 6 septembre 1705-† 1742[43] : François-Maurice Gontier[13] (ou Gonteri[9], ou Gonterio[16])
- 30 juillet 1742-† 22 septembre 1756 : Joseph II de Guyon de Crochans
- 1756[1] ou 28 mars 1757[2]-† 5 novembre 1774 : François Ier Manzi[9] (ou Francesco-Maria Manzi[44])
- 1774[1] ou 8 octobre 1775[2] - 1790 : Jean-Charles-Vincent Giovio, archevêque titulaire jusqu'à sa mort intervenue à Rome le 12 octobre 1793.

## Évêques constitutionnels pendant la Révolution française
- vers 1793-1794 : François-Régis Rovère[3] (ou Siméon Rovère), évêque constitutionnel du Vaucluse, démissionnaire.
- vers 1798-1801 : François Étienne[3], évêque constitutionnel du Vaucluse, démissionnaire.

## Archevêquesconcordataires

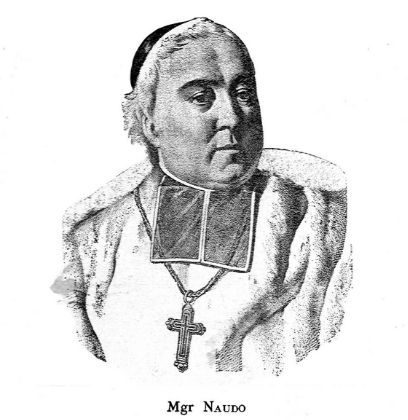
Paul Naudo.

- 9 avril 1802-11 août 1817 : Jean-François Périer[45]
- 21 août 1817 Jean-Baptiste Marie Scipion Ruffo de Bonneval ancien évêque de Senez, décline la proposition.
- 2 août 1821-† 4 octobre 1830 : Étienne-Parfait-Martin Maurel de Mons[46]
- 28 septembre 1831-† 21 septembre[47] ou † 21 octobre[2] 1834 : Louis-Joseph d'Humières
- 1er mai 1835-15 décembre 1841 : Jacques-Marie Antoine Célestin Dupont
- 15 juin 1842-† 23 avril 1848 : Paul Naudo, auparavant évêque de Nevers (1834-1842)
- 16 octobre 1848-† 27 septembre 1863 : Jean-Marie-Mathias Debelay
- 24 octobre 1863-† 13 janvier 1880 : Louis-Anne Dubreil
- 12 février 1880-31 décembre 1884: François-Édouard Hasley
- 13 janvier 1885-† 9 novembre 1895 : Louis-Joseph-Marie-Ange Vigne, auparavant évêque de Digne
- 30 mai 1896-12 septembre 1907 : Louis-François Sueur

## Archevêques duXXeet duXXIesiècle
- 15 octobre 1907-† 3 octobre 1928 : Michel-André Latty
- 3 octobre 1928-† 22 avril 1957 : Gabriel de Llobet (Gabriel-Roch de Llobet)
- 22 avril 1957-25 juin 1970 : Joseph III Urtasun (Joseph-Martin Urtasun), puis évêque titulaire de Voncaria (de)
- 25 juin 1970-25 avril 1978 : Eugène Polge (Eugène-Jean-Marie Polge)
- 25 avril 1978-21 juin 2002 : Raymond III Bouchex (Raymond-Joseph-Louis Bouchex)
- 21 juin 2002-11 janvier 2021 : Jean-Pierre Cattenoz (Jean-Pierre-Marie Cattenoz)
  - 11 janvier 2021-11 juillet 2021 : Georges Pontier, administrateur apostolique
- Depuis le 11 juin 2021 : François Fonlupt

### Sources et bibliographie
- La Grande Encyclopédie inventaire raisonné des sciences, des lettres et des arts - volume quatrième, pages 911 et 912 - Paris (1885-1902).
- Trésor de Chronologie, d'Histoire et de Géographie pour l'étude et l'emploi des documents du Moyen Âge, par M. le comte de Mas-Latrie; pages 1382 et 1383 - Paris - V. Palmé (1889) (consultable sur https://gallica.bnf.fr)
- Eugène Duprat, Les origines de l'église d'Avignon, p. 373-405, dans Mémoires de l'Académie de Vaucluse, tome 8, 1908 (lire en ligne)
- Eugène Duprat, Les origines de l'église d'Avignon (suite), p. 1-50, dans Mémoires de l'Académie de Vaucluse, tome 9, 1909 (lire en ligne)
- Eugène Duprat, Les origines de l'église d'Avignon (suite et fin), p. 105-168, dans Mémoires de l'Académie de Vaucluse, tome 9, 1909 (lire en ligne), compte-rendu sur cet article fait dans les Annales du Midi par Louis Saltet.
- Louis Duchesne, Fastes épiscopaux de l'ancienne Gaule. Provinces du Sud-Est (tome premier), Paris, Albert Fontemoing. Anc. Thorin et fils, 1907 (lire en ligne), p. 266-271.
- Jean-Rémy Palanque, « Les évêchés provençaux à l'époque romaine », Provence historique, t. 1,‎ 1951, p. 105-143.
- Jean-Marie Roux, « Les évêchés provençaux de la fin de l'époque romaine à l'avènement des Carolingiens (476 - 751) », Provence historique, t. XXI,‎ 1971, p. 373-420 (lire en ligne [PDF]).